# Cmentarz polskokatolicki w Podgórzu Boryjskim
Cmentarz polskokatolicki w Podgórzu Boryjskim – nieczynny cmentarz wyznaniowy dla wiernych Kościoła Polskokatolickiego położony we wsi Podgórze. Cmentarz znajduje się w centralnej części miejscowości, obecnie jest zaniedbany i nie nadaje się do dalszych pochówków.
Parafię polskokatolicką Matki Bożej Nieustającej Pomocy w miejscowości Podgórze założył ks. B. Jaśkiewicz w 1930. Niedługo potem zorganizowano cmentarz grzebalny. W 1989 we wsi powstała parafia rzymskokatolicka z nowym kościołem i cmentarzem. W latach 90. ze względu na zmniejszającą się liczbę parafian podjęto decyzję o zamknięciu kościoła w Podgórzu. Część wyposażenia przeniesiono do Tarłowa. Obecnie w Podgórzu nie ma już parafii polskokatolickiej, a zdewastowany kościół przewieziono do prywatnego Muzeum Wsi w Maruszowie, gdzie został odrestaurowany (prace ukończono w 2019 r.)